# 日珖
日珖（にっこう、天文元年（1532年）- 慶長3年8月27日（1598年9月27日））は、安土桃山時代の日蓮宗の僧。号は龍雲院・仏心院。父は堺の豪商で薬剤商を営んでいた油屋伊達常言。後に、徳川家康に請われて、千葉市川・法華経寺12世を継いでいる。三好氏が土地を寄進し、父常言が建立した堺・広普山妙国寺開山である。日蓮宗を代表する学識顕著な高僧で、教えを受けた日蓮宗僧も多い。

## 信長との宗論
1579年（天正7年）5月、安土城の織田信長は日蓮宗弾圧を目論み、安土宗論への出席を日珖に命じた。日珖の日記「己行記」によると27日に法難を受け、29日から6月12日まで安土正覚院に篭居を命ぜられた。12日に赦免され、坂本、京都を経て堺に帰りついたのは22日のことだった。信長に「命を捨てるか、宗旨を変えるか」と迫られ、殴られ半死半生の目に遭わされ、一方的に詫証文を書かされ、曼荼羅に血判を捺させられての末のことであった。